# Arthonia excipienda
Arthonia excipienda är en lavart som först beskrevs av William Nylander och fick sitt nu gällande namn av William Allport Leighton. 
Arthonia excipienda ingår i släktet Arthonia och familjen Arthoniaceae.  Arten är reproducerande i Sverige. Inga underarter finns listade i Catalogue of Life.